# Zaklad, Mîkolaiiv
Zaklad (în ucraineană Заклад) este un sat în orașul raional Mîkolaiiv din regiunea Liov, Ucraina.

## Demografie
Componența lingvistică a localității Zaklad
     Ucraineană (97,4%)
     Rusă (1,95%)
     Alte limbi (0,32%)
Conform recensământului din 2001, majoritatea populației localității Zaklad era vorbitoare de ucraineană (97,4%), existând în minoritate și vorbitori de rusă (1,95%).